# Henry Jacob Bigelow
Henry Jacob Bigelow (1818 – 1890) è stato un chirurgo statunitense, professore all'Università di Harvard, noto per la sua descrizione dell'articolazione dell'anca e per il suo trattamento dei pazienti con calcoli renali.
A renderlo celebre fu anche il suo impegno contro la vivisezione. Sua la frase: «Verrà un tempo in cui il mondo guarderà alla moderna vivisezione in nome della Scienza come adesso si guarda ai roghi in nome della Religione».
Era figlio del botanico Jacob Bigelow.

## Opere
- Surgical Anaesthesia: Addresses and Other Papers (1894)